# Unjami
Unjami-matsuri (jap. 海神祭) (także: Ungami-matsuri) – unjami lub ungami („bóg morza”) – słowa w dialekcie okinawskim, oznaczające święto, festiwal na Okinawie i archipelagu Amami na cześć bogów morza. Matsuri jest słowem japońskim oznaczającym „święto”, „festiwal”, „fetę”.

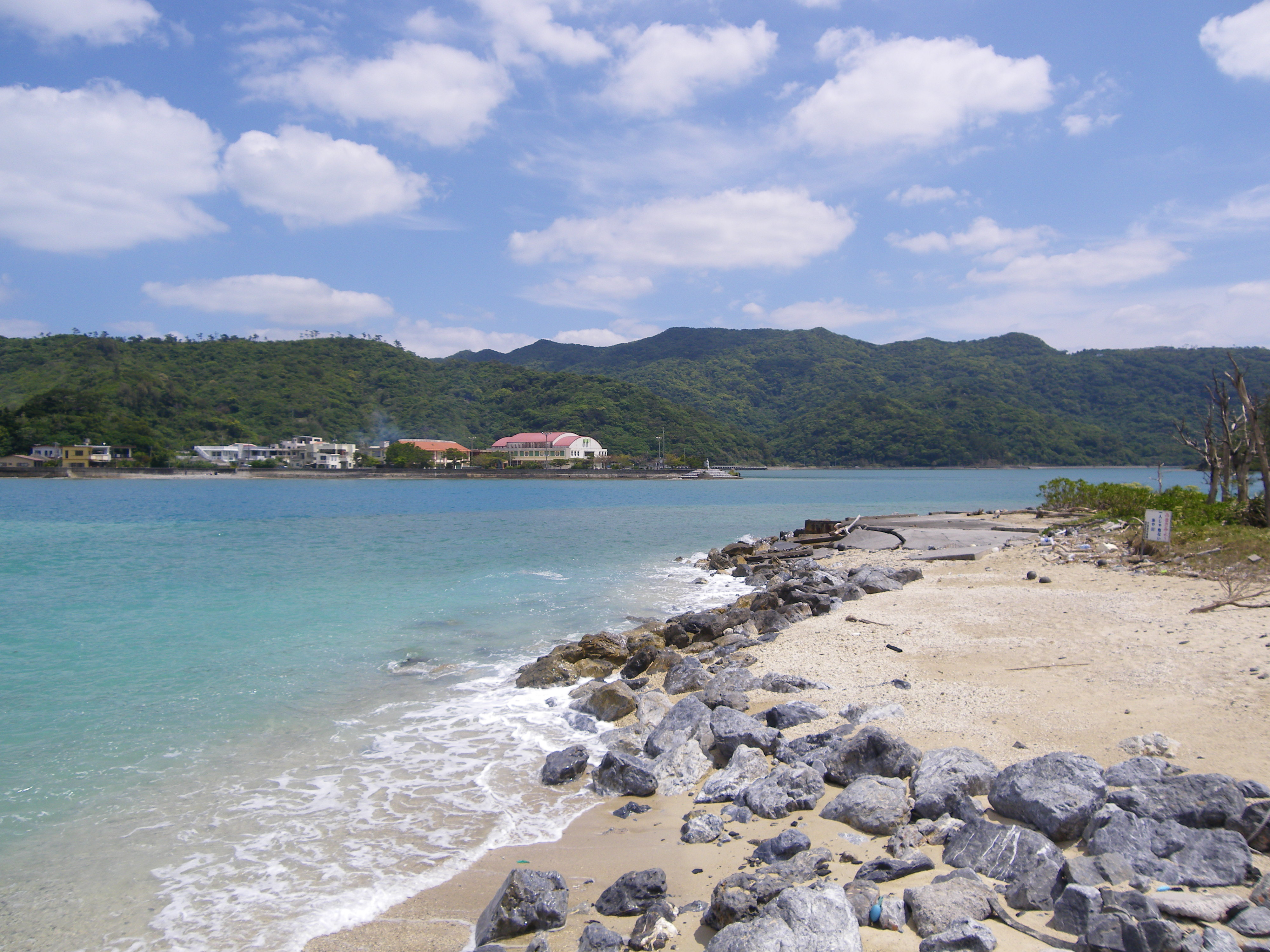
Zatoka Shioya

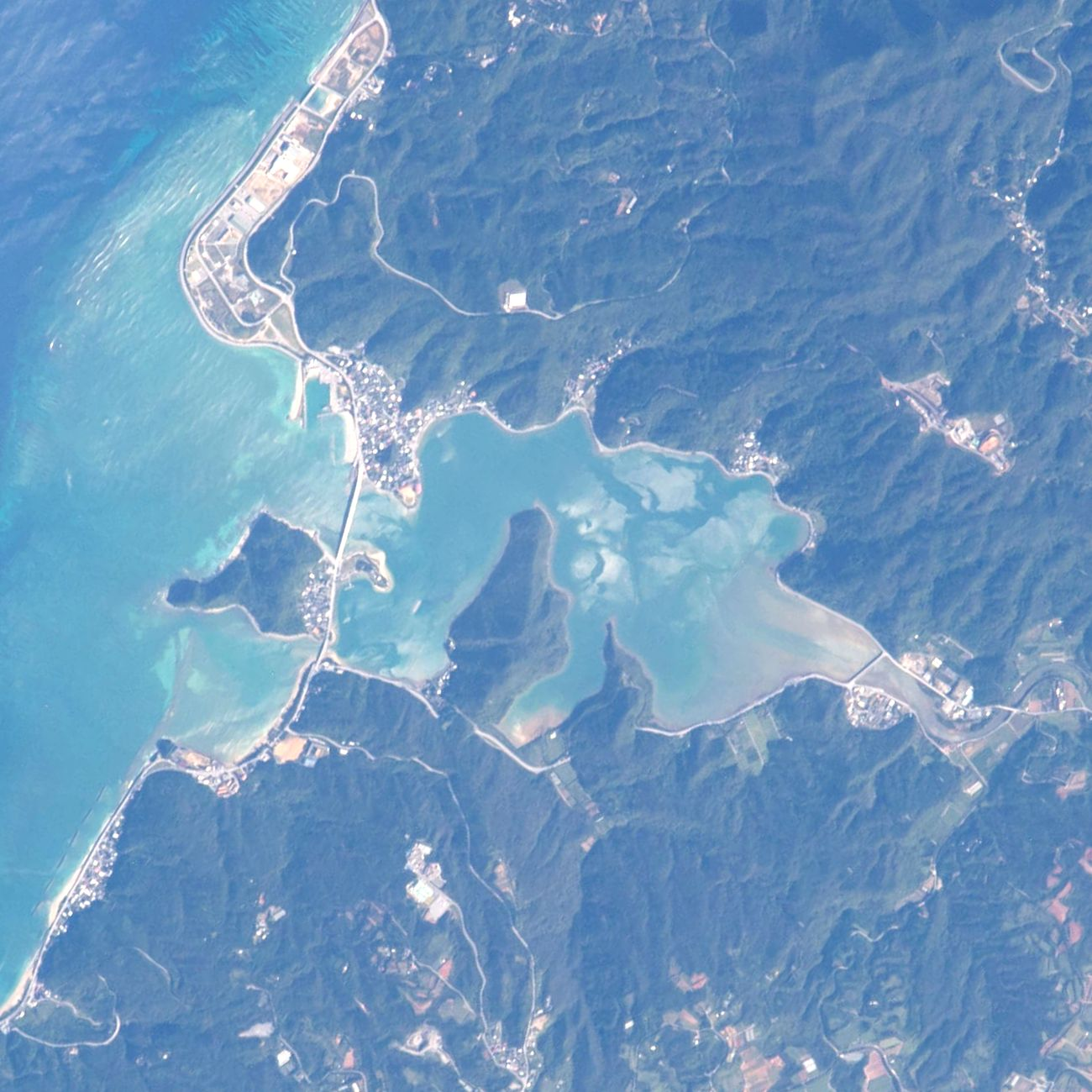
Zdjęcie zatoki z kosmosu

Najlepiej znany jest festiwal, który odbywa się w zatoce Shioya i na jej wybrzeżu, w wiosce Ōgimi, w północnej części Okinawy. Istnieje opinia oparta także na pracach naukowych, że wioska ta ma najwyższy wskaźnik długowieczności na świecie, z liczną procentowo populacją osób żyjących ponad 100 lat.
Festiwal organizowany jest od 500 lat co roku w siódmym miesiącu kalendarza księżycowego po święcie O-bon, czczącym pamięć o zmarłych przodkach. Unjami składa się z kilku wydarzeń i uroczystości o różnym charakterze. W części początkowej odbywa się ceremonia „powitania boga”. Ubrane na biało kobiety, które są nazywane kaminchu („kapłanki-dziewice”), modlą się do boga morza, aby je odwiedził. Stąd uważa się, że ten festiwal jest skupiony na kobiecie.
Następnego ranka mieszkańcy wioski stawiają słup na środku placu w świętym miejscu zwanym asagi i rozkładają na ziemi liście bashō (bananowiec; Musa basjoo). Kaminchu trzymając łuki w dłoniach poruszają się tanecznym ruchem siedem razy wokół pala. Modlą się o dobre zbiory, intonując: „Yonkoi, yonkoi”. Po krótkiej przerwie wznawiają obrzęd w białym ubraniu i wykonują kolejne sześć okrążeń.
Najważniejszym wydarzeniem festiwalu – podobnie jak na innych wyspach – są zawody wieloosobowych, łodzi wiosłowych uganbari (także hare, hari) w zatoce Shioya. Jest to rodzaj ceremonii „eskortowania boga z powrotem do morza”. W wyścigu na dystansie ok. 800 m uczestniczą łodzie z trzech wiosek. Każda wioska ma mniejszą łódź (20 wioślarzy) i większą (40).